# Uhm Ji-won
Uhm Ji-won (en coreano: 엄지원; Daegu, 25 de diciembre de 1977) es una actriz surcoreana.

## Carrera
Debutó como actriz en la década de 1990, y después de un papel en la serie Vectorman, llegó a participar en un gran número de películas y series.
En 2004, participó junto a Han Suk-kyu y Lee Eun-ju en La Letra Escarlata, por la cual recibió una nominación a Mejor Actriz de reparto en los Blue Dragon Film Awards.
En 2017, regresó a la pantalla chica en el thriller legal Distorted, como una fiscal. Ese mismo año, fue elegida para la película de comedia Extraña Familia.
El 10 de febrero del 2020 se unió al elenco principal de la serie The Cursed (también conocida como "Method") donde dio vida a Lim Jin-hee, una reportera que lucha por la justicia cuando se hace cargo de presentar el caso de asalto de Forest, hasta el final de la serie el 17 de marzo del mismo año.
El 2 de noviembre del mismo año se unió al elenco principal de la serie Birthcare Center (también conocida como "Postpartum Care Center") donde interpretó a Oh Hyun-jin, la ejecutiva más joven de su compañía pero la madre de mayor edad en el centro de atención posparto, hasta el final de la serie el 24 de noviembre del mismo año.

## Vida personal
Comenzó a salir con el arquitecto Oh Young-wook en 2013; fundador de la conocida firma de arquitectura ogisadesign d'espacio arquitectos (oddaa), la pareja se casó en mayo de 2014. En abril de 2021 Ji-won anunció que se habían divorciado después de siete años.

## Filmografía

### Series de televisión
| Año  | Título                                  | Papel           | Red     | Notas              | Ref.                 |
| ---- | --------------------------------------- | --------------- | ------- | ------------------ | -------------------- |
| 1998 | 공포의 눈동자                           |                 | SBS     | Ep. 납량특선 8부작 |                      |
| 1998 | 아니 벌써                               |                 | MBC     |                    |                      |
| 1999 | Vectorman: los Guerreros de la Tierra 2 | Princesa Radia  | KBS2    |                    |                      |
| 2000 | Tres Amigos                             | Uhm Ji-won      | MBC     | Invitada, ep. 1    |                      |
| 2002 | Golden Wagon                            | Hwang Soon-jung | MBC     |                    |                      |
| 2004 | En la Tormenta                          | Oh Jung-hee     | SBS     |                    |                      |
| 2004 | La magia                                | Ha Yeon-jin     | SBS     |                    |                      |
| 2008 | On Air                                  | Ella misma      | SBS     | Cameo, episodio 5  |                      |
| 2010 | The Woman Who Still Wants to Marry      | Jung Da-jung    | MBC     |                    |                      |
| 2011 | Sign                                    | Jung Woo-jin    | SBS     |                    |                      |
| 2012 | Can Love Become Money?                  | Yoon Da-ran     | MBN     |                    | [ 11 ]               |
| 2012 | Sin Hijos Comodidad                     | Ahn So-young    | JTBC    |                    |                      |
| 2013 | Thrice Married Woman                    | Oh Hyun-soo     | SBS     |                    |                      |
| 2017 | Distorsionada                           | Kwon So-ra      | SBS     |                    |                      |
| 2020 | The Cursed                              | Lim Jin-hee     | tvN     | 12 episodios       | [ 4 ]                |
| 2020 | Birthcare Center                        | Oh Hyun-jin     | tvN     | 8 episodios        | [ 12 ]               |
| 2022 | Little Women                            | Won Sang-ah     | tvN     |                    | [ 13 ]               |
| 2024 | Una maleta                              | Lee Seon        | Netflix | Aparición especial | [ 14 ]               |
| 2025 | For Eagle Brothers                      | Ma Gwang-sook   | KBS2    | 50 episodios       | [ 15 ] [ 16 ] [ 17 ] |
| 2025 | Si la vida te da mandarinas...          | Na Min-ok       | Netflix |                    | [ 18 ]               |
| 2025 | Querido Hongrang                        | Min Yeon-ui     | Netflix |                    | [ 19 ]               |

### Cine
| Año  | Título                                      | Papel                          | Ref.          |
| ---- | ------------------------------------------- | ------------------------------ | ------------- |
| 1999 | Vectorman: Contraataque del Imperio del Mal | Princesa Radia                 |               |
| 2000 | The Record                                  | hermana mayor                  |               |
| 2002 | Sobre el arco iris                          | Kim Eun-seong                  |               |
| 2003 | Mutt Boy                                    | Kim Jeong-ae                   |               |
| 2004 | The Scarlet Letter                          | Han Su-hyeon                   |               |
| 2005 | Tale of Cinema                              | Choi Young-shil                |               |
| 2006 | Running Wild                                | Kang Joo-hee                   |               |
| 2006 | Traces of Love                              | Yun Se-jin                     |               |
| 2007 | Epitafio                                    | hija del profesork Park(cameo) |               |
| 2007 | Scout                                       | Kim Se-young                   |               |
| 2008 | El bueno, el malo y el raro                 | Na-yeon (cameo)                |               |
| 2009 | El Final (cortometraje)                     |                                |               |
| 2009 | Ojo Privado                                 | Soon-deok                      |               |
| 2009 | Como Usted Lo Sabe Todo                     | Gong Hyeon-hee                 |               |
| 2009 | Invitación (cortometraje)                   | Mujer                          |               |
| 2010 | Romantic Debtors                            | Kim Mu-ryeong                  |               |
| 2010 | Foxy Festival                               | Ji-su                          |               |
| 2013 | Man on the Edge                             | Myeong Bosal                   |               |
| 2013 | La esperanza                                | Kim Mi-hee                     |               |
| 2015 | The Silenced                                | Directora del internado        | [ 20 ]        |
| 2015 | El Teléfono                                 | Jo Yeong-soo                   |               |
| 2016 | Falta                                       | Ji-sun                         |               |
| 2016 | Missing Woman                               | Lee Ji-sun                     | [ 21 ] [ 22 ] |
| 2018 | Strange Family                              | Nam-joo                        |               |

## Premios y nominaciones
| Año  | Premio                                                        | Categoría                                           | Nominación              | Resultado | Ref.          |
| ---- | ------------------------------------------------------------- | --------------------------------------------------- | ----------------------- | --------- | ------------- |
| 2003 | 24.º Dragón Azul Premios de Película                          | mejor actriz nueva                                  | Mutt Chico              | Nominada  |               |
| 2004 | 25.º Dragón Azul Premios de Película                          | mejor actriz de apoyo                               | La Letra Escarlata      | Nominada  | [ 23 ]        |
| 2006 | 27.º Dragón Azul Premios de Película                          | mejor actriz de apoyo                               | Rastros de Amor         | Nominada  | [ 24 ]        |
| 2007 | 15.º Chunsa Premios de Arte de la Película                    | mejor actriz de apoyo                               | Rastros de Amor         | Ganadora  | [ 25 ]        |
| 2008 | 5.º Max Película Premios                                      | mejor actriz de apoyo                               | Scout                   | Ganadora  | [ 26 ]        |
| 2009 | 18.º Buil Premios de Película                                 | mejor actriz de apoyo                               | Gusta Lo Sabes Todo     | Nominada  |               |
| 2010 | 18.ª Cultura coreana y premios de Diversión                   | Premio excelencia, actriz en una película           | Deudores románticos     | Ganadora  | [ 27 ]        |
| 2011 | 3.as Joyas de Asia Premios                                    | Premio zafiro                                       | [NA]: {{{1}}}           | Ganadora  |               |
| 2011 | SBS Premios de obra                                           | Premio alta excelencia, actriz en una obra especial | Señal                   | Nominada  |               |
| 2013 | 22.º Buil Premios de Película                                 | mejor actriz de apoyo                               | Hombre en el Borde      | Nominada  |               |
| 2013 | 50.ª Campana Magnífica Premios                                | mejor actriz de apoyo                               | Hombre en el Borde      | Nominada  |               |
| 2013 | 34.º Dragón Azul Premios de Película                          | mejor actriz                                        | Hope                    | Nominada  |               |
| 2013 | 33.ª Asociación coreana de Premios de Críticos de la Película | mejor actriz                                        | Hope                    | Ganadora  | [ 28 ]        |
| 2013 | La asociación de Actor de Película coreana                    | Premio estrella de película                         | Hope                    | Ganadora  | [ 29 ]        |
| 2014 | 50.º Baeksang Premios de Artes                                | mejor actriz                                        | Hope                    | Nominada  |               |
| 2014 | 51.ª Campana Magnífica Premios                                | mejor actriz                                        | Hope                    | Nominado  | [ 30 ]        |
| 2014 | SBS Premios de obra                                           | Premio alta excelencia, Actriz                      | Tres veces Mujer Casada | Nominada  |               |
| 2016 | 36.º Cine Dorado Festival                                     | mejor actriz                                        | El Teléfono             | Ganadora  | [ 31 ]        |
| 2016 | 21.º Chunsa Premios de Arte de la Película                    | mejor actriz de apoyo                               | The Silenced            | Ganadora  | [ 32 ] [ 33 ] |
| 2016 | 52.º Baeksang Premios de Artes                                | mejor actriz de apoyo (Película)                    | The Silenced            | Nominada  |               |
| 2017 | 18.as Mujeres en Filmar Premios de Corea                      | mejor actriz                                        | Missing Woman           | Ganadora  | [ 34 ]        |
| 2017 | SBS Premios de obra                                           | Premio alta Excelencia, Actriz                      | Missing Woman           | Nominada  |               |
| 2018 | 7.ª Marie Claire Premios de Película                          | Premio Marie Claire                                 | Missing Woman           | Ganadora  |               |
| 2021 | 57th Baeksang Arts Awards                                     | Mejor Actriz (TV)                                   | Birthcare Center        | Nominada  | [ 35 ]        |